# راجر تیلور
راجر مدوز تیلور OBE (انگلیسی: Roger Meddows Taylor؛ زادهٔ ۲۶ ژوئیه ۱۹۴۹) خواننده-ترانه‌سرا و نوازندهٔ اهل انگلیس است که اغلب او را به عنوان درامر، خواننده پشتیبان و در برخی موارد به عنوان آهنگساز گروه بریتانیایی راک کوئین می‌شناسند.
به عنوان یک درامر، او از صدای منحصربه‌فردی برخوردار است و یکی از قدرتمندترین درامرهای دههٔ ۷۰ و ۸۰ سبک راک است.
به عنوان ترانه‌سرا، او کمک‌های بسیاری را به گروه کرده است. از جمله ساختن حداقل یک ترانه در هر آلبوم. او همچنین چهار تا از بهترین ترانه‌های گروه نظیر «رادیو گاگا» و «نوعی از جادو» و «مرد نامرئی» و اینها روزهای زندگی ما هستند را نوشته است.
راجر تیلور به سازهایی نظیر گیتار، کیبورد و گیتار بیس نیز تسلط دارد و نخستین بار در آلبوم آغازین خود (انفرادی) از موسیقی سازی کلیه این سازها و همچنین صدای خود بهره برد. راجر سابقه همکاری با هنرمندان بسیاری نظیر: اریک کلاپتون، راجر واترز، راجر دالتری، فیل کالینز، جنسیس، جیمی نیل، التون جان، گری نومن، فو فایترز و… را داشته است. به عنوان تهیه‌کننده، او وظیفهٔ تهیهٔ آلبوم‌هایی از ورجنیا ولف، جیمی نیل و مگنام را بر عهده داشته است.
او هم‌اکنون ساکن گیلدفورد است. تیلور علاوه بر فعالیتش در گروه کوئین، یک باند موازی با نام د کراس را در دههٔ ۸۰ تأسیس کرده است که در آن به عنوان نوازنده گیتار ریتم و خواننده فعالیت می‌کند.
در سال ۲۰۰۵ در نظرسنجی رادیو پلنت راک، راجر تیلور به عنوان هشتمین و بزرگ‌ترین درامر تاریخ راک کلاسیک انتخاب شد (با آراء مردم).
مطابق با فهرست ارزشیابی روزنامه ساندی تایمز، وی در سال ۲۰۱۱ دارای سرمایه ۸۰ میلیون پوندی یا چیزی نزدیک به ۱۲۷ میلیون دلار بوده است.